# 高店镇 (宜宾市)
高店镇，是中华人民共和国四川省宜宾市翠屏区曾经下辖的一个镇。2019年8月，撤销高店镇和凉姜镇，设立双城街道办事处，以原高店镇和原凉姜镇所属行政区域为双城街道的行政区域。

## 行政区划
高店镇撤銷前下辖以下地区：
高店场社区、高店社区村、龙门村、公平村、新桥村、天宫村、鱼剑村、白新村、骑龙村、金川村、金鹅村和桂华社区村。